# أليكس لانغ
أليكس لانغ (بالإنجليزية: Alex Lang)‏ هو لاعب كرة قدم أسترالية أسترالي، ولد في 12 مارس 1888 في Carlton, Victoria ‏ في أستراليا، وتوفي في 9 يوليو 1943 في أديلايد في أستراليا.

## وصلات خارجية
- أليكس لانغ على موقع AustralianFootball.com (الإنجليزية)
- أليكس لانغ على موقع AFLtables.com (الإنجليزية)